# Cerimônia de encerramento dos Jogos Olímpicos de Inverno de 1994
A cerimônia de encerramento dos jogos Olímpicos de Inverno de 1994 foi realizada no Lysgårdsbakken em Lillehammer, na Noruega, em 27 de fevereiro de 1994. Todos os espectadores foram entregues uma lanterna com a inscrição: "Lembre-se de Sarajevo", o anfitrião dos jogos Olímpicos de Inverno de 1984, que foi o coração da Guerra da Bósnia. O que chegou primeiro no palco foram Liv Ullmann e Thor Heyerdal, seguido pelos atletas de precessão. Depois de a bandeira ter sido transferido para o prefeito de Nagano Tasuka Tsukada, os discursos foram realizadas pelos prefeitos de Lillehammer Audun Tron, Gerhard Heiberg e Juan Antonio Samaranch. Este último usou seu discurso para lembrar sobre a situação de Sarajevo. Teve apresentações artísticas seguido com muitos dos temas da cerimônia de abertura. Os mascotes das olimpíadas de 1998, os Snowlets, também foram apresentados. Os Hinos da Grécia, Noruega e Japão foram ouvidas ali. 

## Hinos
- Hino Nacional Grego
- Hino Nacional Norueguês
- Hino Nacional Japonês
- Hino Olímpico